# Jan Baptist Kerckx
Jan Baptist Kerckx (Antwerpen, 1853 – ?, 1915), was een Vlaams beeldhouwer en ornamentist. Hij was leraar aan de Koninklijke Academie voor Schone Kunsten van Antwerpen.

## Biografie
Hij was gehuwd met Mathilde Coppens en ze hadden vier kinderen. De oudste zoon was Karel-Jan Kerckx, die sieraadbeeldhouwer was. Twee van zijn dochters Maria Sylvia Kerckx en Joanna Mathilda Kerckx, huwden met de gebroeders Van Beurden eveneens kunstenaars,  Maria met "artistschilder" Gerard Alfons Van Beurden en Joanna met bouwmeester Jan Frans Corneel Van Beurden.

## Werk

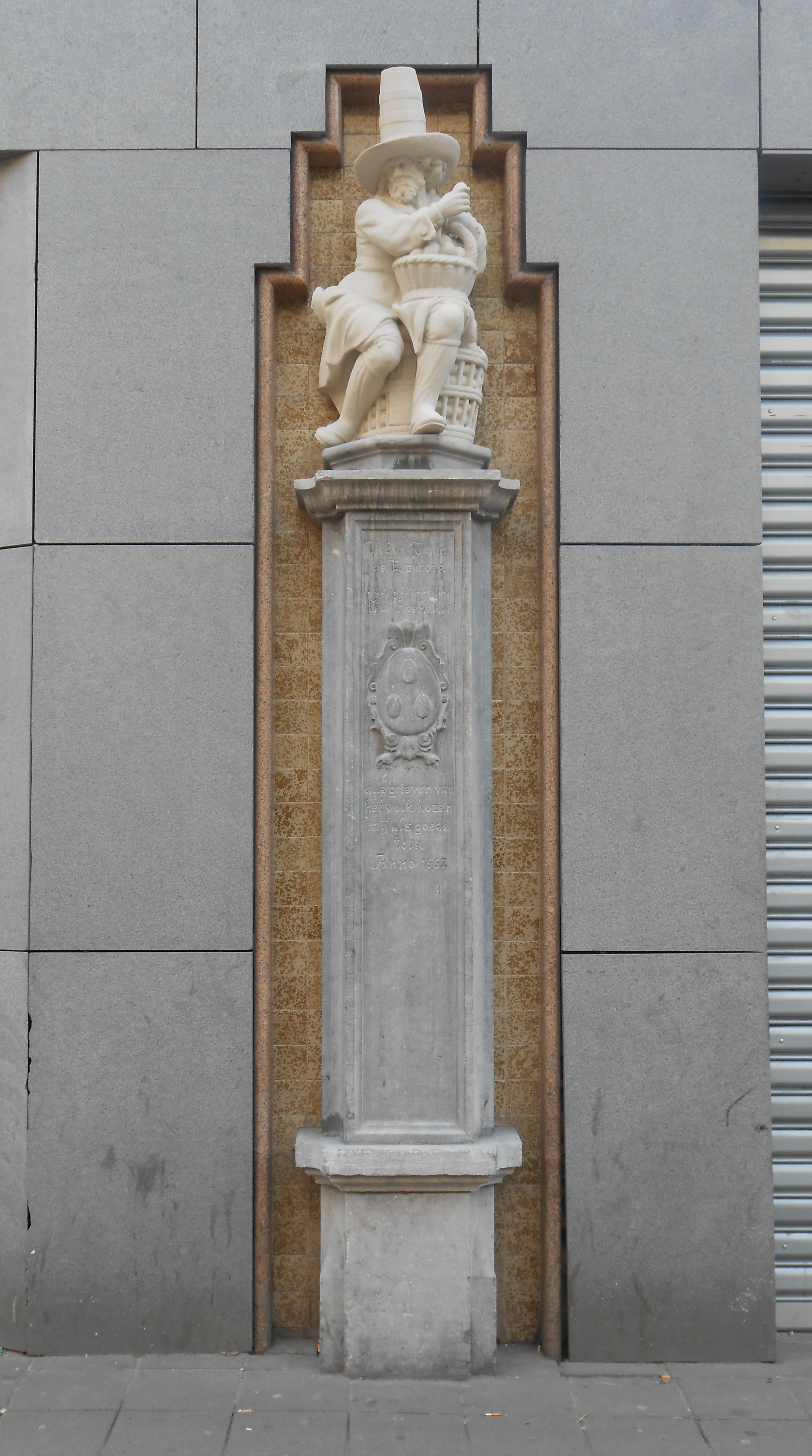
Teun de Eierboer.

Over zijn werk zijn weinig gegevens verzameld. In 1909 maakte hij een kopie van “Teun de Eierboer”, een beeld uit 1683 vermoedelijk van de Antwerpse beeldhouwer Pieter Scheemaeckers, dat vroeger op de Eiermarkt in Antwerpen een openbare pomp bekroonde. De kopie van Kerckx staat nu tegen de noordelijke gevel van het warenhuis “Grand Bazar” en werd in 1938 als monument beschermd. Jan Baptist Kerckx werkte mee aan het boerenkrijgmonument in Herentals en tekende het ontwerp voor de twee monumentale lantaarnpalen aan het Centraal Station in Antwerpen. Hij werkte mee aan het ontwerp van de wijk “Oud Antwerpen” op de Wereldtentoonstelling van 1894 (Antwerpen) en in 1909 was hij betrokken bij de inrichting van de Vlaamse Opera, waar hij de ornamenten maakt voor de gelagzaal op de begane grond.
Kerckx kreeg een Zilveren Medaille in Parijs en in Antwerpen in 1885.